# Storm Front
Storm Front ist das elfte Studioalbum des US-amerikanischen Musikers Billy Joel.

## Entstehung und Veröffentlichung
Die Erstveröffentlichung von Storm Front erfolgte am 4. Oktober 1989 bei Columbia Records. Das Album erschien in seiner Originalausführung als CD (Katalognummer: 465658 1) und LP (Katalognummer: 465658 2).
Alle Lieder des Albums wurden vom Interpreten selbst getextet, komponiert und produziert. Bei der Produktion erhielt Joel Unterstützung durch Mick Jones.

## Titelliste
1. That’s Not Her Style – 5:10
2. We Didn’t Start the Fire – 4:50
3. The Downeaster ‘Alexa’ – 3:44
4. I Go to Extremes – 4:23
5. Shameless – 4:26
6. Storm Front – 5:17
7. Leningrad – 4:06
8. State of Grace – 4:30
9. When in Rome – 4:44
10. And So It Goes – 3:38

## Singleauskopplungen
Mit der Singleauskopplung We Didn’t Start the Fire, einem Lied in dem Joel wichtige Ereignisse in der US-amerikanischen Geschichte von 1949 bis 1989 aufzählt, erreichte er nach It’s Still Rock and Roll to Me (Mai 1980) und Tell Her About It (Juli 1983) zum dritten Mal die Chartspitze der US-amerikanischen Billboard Hot 100.
Singles in den Charts

| Jahr | Titel                    | Höchstplatzierung, Gesamtwochen, AuszeichnungChartplatzierungen (Jahr, Titel, , Platzierungen, Wochen, Auszeichnungen, Anmerkungen) | Höchstplatzierung, Gesamtwochen, AuszeichnungChartplatzierungen (Jahr, Titel, , Platzierungen, Wochen, Auszeichnungen, Anmerkungen) | Höchstplatzierung, Gesamtwochen, AuszeichnungChartplatzierungen (Jahr, Titel, , Platzierungen, Wochen, Auszeichnungen, Anmerkungen) | Höchstplatzierung, Gesamtwochen, AuszeichnungChartplatzierungen (Jahr, Titel, , Platzierungen, Wochen, Auszeichnungen, Anmerkungen) | Höchstplatzierung, Gesamtwochen, AuszeichnungChartplatzierungen (Jahr, Titel, , Platzierungen, Wochen, Auszeichnungen, Anmerkungen) | Anmerkungen                                                    |
| Jahr | Titel                    | DE | AT | UK | US | A. C. | Anmerkungen                                                    |
| ---- | ------------------------ | --- | --- | --- | --- | --- | -------------------------------------------------------------- |
| 1989 | We Didn’t Start the Fire | DE4 (23 Wo.)DE | AT7 (12 Wo.)AT | UK7 Platin · (10 Wo.)UK | US1 ×3Dreifachplatin · (19 Wo.)US                                                                                                   | A. C.5 (18 Wo.)A. C. | Erstveröffentlichung: 18. September 1989 Verkäufe: + 3.765.000 |
| 1989 | Leningrad                | DE14 (22 Wo.)DE | — | UK53 (5 Wo.)UK | — | — | Erstveröffentlichung: November 1989                            |
| 1990 | I Go to Extremes         | DE36 (12 Wo.)DE | — | UK70 (4 Wo.)UK | US6 (16 Wo.)US | A. C.4 (17 Wo.)A. C. | Erstveröffentlichung: Dezember 1989                            |
| 1990 | The Downeaster ‘Alexa’   | — | — | UK76 (4 Wo.)UK | US57 Gold · (8 Wo.)US | A. C.18 (11 Wo.)A. C. | Erstveröffentlichung: April 1990 Verkäufe: + 500.000           |
| 1990 | That’s Not Her Style     | — | — | UK97 (1 Wo.)UK | US77 (6 Wo.)US | — | Erstveröffentlichung: Juli 1990                                |
| 1990 | And So It Goes           | — | — | — | US37 (12 Wo.)US | A. C.5 (25 Wo.)A. C. | Erstveröffentlichung: Oktober 1990                             |
| 1991 | Shameless                | — | — | — | — | A. C.40 (6 Wo.)A. C. | Erstveröffentlichung: 1991                                     |

## Kommerzieller Erfolg

### Chartplatzierungen
Storm Front avancierte zum Nummer-eins-Album in Australien und den Vereinigten Staaten.
| ChartsChartplatzierungen       | Höchstplatzierung | Wochen |
| ------------------------------ | ----------------- | ------ |
| Deutschland (GfK)              | 5 (60 Wo.)        | 60     |
| Österreich (Ö3)                | 10 (18 Wo.)       | 18     |
| Schweiz (IFPI)                 | 30 (1 Wo.)        | 1      |
| Vereinigte Staaten (Billboard) | 1 (69 Wo.)        | 69     |
| Vereinigtes Königreich (OCC)   | 5 (25 Wo.)        | 25     |

| ChartsJahrescharts (1990) | Platzierung |
| ------------------------- | ----------- |
| Deutschland (GfK)         | 4           |

### Auszeichnungen für Musikverkäufe
| Land/Region                  | Auszeichnungen für Musikverkäufe (Land/Region, Auszeichnung, Verkäufe) | Verkäufe  |
| ---------------------------- | ---------------------------------------------------------------------- | --------- |
| Australien (ARIA)            | 2× Platin                                                              | 140.000   |
| Deutschland (BVMI)           | Platin                                                                 | 500.000   |
| Japan (RIAJ)                 | Platin                                                                 | 200.000   |
| Kanada (MC)                  | 2× Platin                                                              | 200.000   |
| Neuseeland (RMNZ)            | Platin                                                                 | 20.000    |
| Niederlande (NVPI)           | Gold                                                                   | 50.000    |
| Österreich (IFPI)            | Gold                                                                   | 25.000    |
| Vereinigte Staaten (RIAA)    | 4× Platin                                                              | 4.000.000 |
| Vereinigtes Königreich (BPI) | Platin                                                                 | 300.000   |
| Insgesamt                    | 2× Gold · 12× Platin ·                                                 | 5.435.000 |

Hauptartikel: Billy Joel/Auszeichnungen für Musikverkäufe

## Coverversionen
Der Countrymusiker Garth Brooks nahm Shameless für sein Album Ropin’ the Wind neu auf. Die Coverversion wurde als Single veröffentlicht und erreichte die Spitze der US-Country-Charts sowie eine Platzierung in den britischen Singlecharts.
Der kanadische Sänger Paul Anka coverte I Go to Extremes für sein 2007 erschienenes Album Classic Songs. My Way.

## Trivia
In Leningrad vergleicht Billy Joel seinen Lebensweg mit dem des russischen Zirkusclowns Viktor Razinov (russ. Виктор Разинов). Joel hatte Razinov anlässlich seiner Konzerte in der Sowjetunion im Jahr 1987 kennengelernt.
Das Originalvideo des Songs enthält einige kurze Abschnitte, die offenbar Joel und Razinov gemeinsam zeigen.
Razinov reiste 2015 nach New York, um Joel wieder zu treffen und eines seiner Konzerte zu besuchen. Joel spielte zu diesem Anlass Leningrad live, was er sonst sehr selten tut.
Mit dem Stück That’s Not Her Style bezieht Billy Joel sich auf seine damalige Ehefrau, das Model Christie Brinkley.